# Higglety Pigglety Pop! or There Must Be More to Life
Higglety Pigglety Pop! or There Must Be More to Life è un cortometraggio d'animazione lungo 23 minuti del 2010 diretto da Chris Lavis e Maciek Szczerbowski. Nelle sale statunitensi è uscito il 2 marzo 2010.